# كفر الجنيدي
كفر الجِنيدي إحدى قرى مركز زفتى التابع لمحافظة الغربية بجمهورية مصر العربية. أصله من توابع كفر دمنهور القديم ثم فصل عنها سنة 1275 هـ، ثم ضم زمام القرية إلى كفر دمنهور في 1900.

## السكان
بلغ عدد سكان كفر الجنيدي 8269 نسمة حسب تقدير عام 2018.
| السنة  | 1897 | 1907 | 1927 | 1947 | 1960 | 1976 | 1986 | 1996 | 2006  | 2018 |
| ------ | ---- | ---- | ---- | ---- | ---- | ---- | ---- | ---- | ----- | ---- |
| القرية | 257  | 368  | 2543 | 1155 | 1962 | 3238 | 4254 | 5134 | 6,001 | 8269 |